# Isidoro Errázuriz
Isidoro Errázuriz Errázuriz, né à Santiago du Chili en 1835 et mort au Brésil en 1898, est un journaliste et homme politique chilien. 

## Biographie
Après des études aux États-Unis et en Allemagne, il rejoint les exilés chiliens ayant fui après la révolution de 1859 à Mendoza, en Argentine, où il est rédacteur en chef du journal El Constituyente. Il rentre au Chili après la loi d'amnistie, travaille à La Voz de Chile puis devient en 1863 rédacteur en chef d’El Mercurio de Valparaíso. La même année, il fonde La Patria. 
En 1867, candidat du parti libéral, il est élu député de Linares.
Pendant la guerre civile chilienne de 1891, il se range dans le camp de la Junta de Gobierno de Iquique. Après la victoire de celle-ci, il devient ministre de la Justice et de l'Instruction ; il exerce d'autres fonctions ministérielles en 1892 et 1893. En 1896, il est nommé ambassadeur du Chili au Brésil, où il meurt de la fièvre jaune en 1898.